# جوين إيفانز (لاعب اتحاد الرغبي)
جوين إيفانز (بالإنجليزية: Gwyn Evans)‏ هو لاعب اتحاد الرغبي بريطاني، ولد في 6 سبتمبر 1957 في Maesteg ‏ في المملكة المتحدة.